# Tumen-Namyang-Brücke
Die Tumen-Namyang-Brücke (chinesisch 图们国境大桥, koreanisch 도문국경대교; beides mit der Bedeutung „Tumen-Grenzbrücke“) ist eine Straßenbrücke über den Tumen, der hier die Grenze zwischen der Volksrepublik China und Nordkorea bildet, genauer zwischen Chinas Provinz Jilin und der Provinz Hamgyŏng-pukto in Nordkorea. Sie verbindet die chinesische Stadt Tumen mit dem nordkoreanischen Ort Namyang.
Sie wurde zwischen 2017 und 2021 von chinesischen Unternehmen errichtet und steht neben der alten, 1941 von der japanischen Besatzungsmacht errichteten Tumen-Brücke.
Sie hat 2 × 2 Fahrspuren, die durch einen breiten Mittelstreifen getrennt sind, und je einen Pannenstreifen. Sie ist 490 m lang und 23 m breit. Sie endet an beiden Ufern in den jeweiligen Grenzkontrollbereichen.

## Einzelnachweise

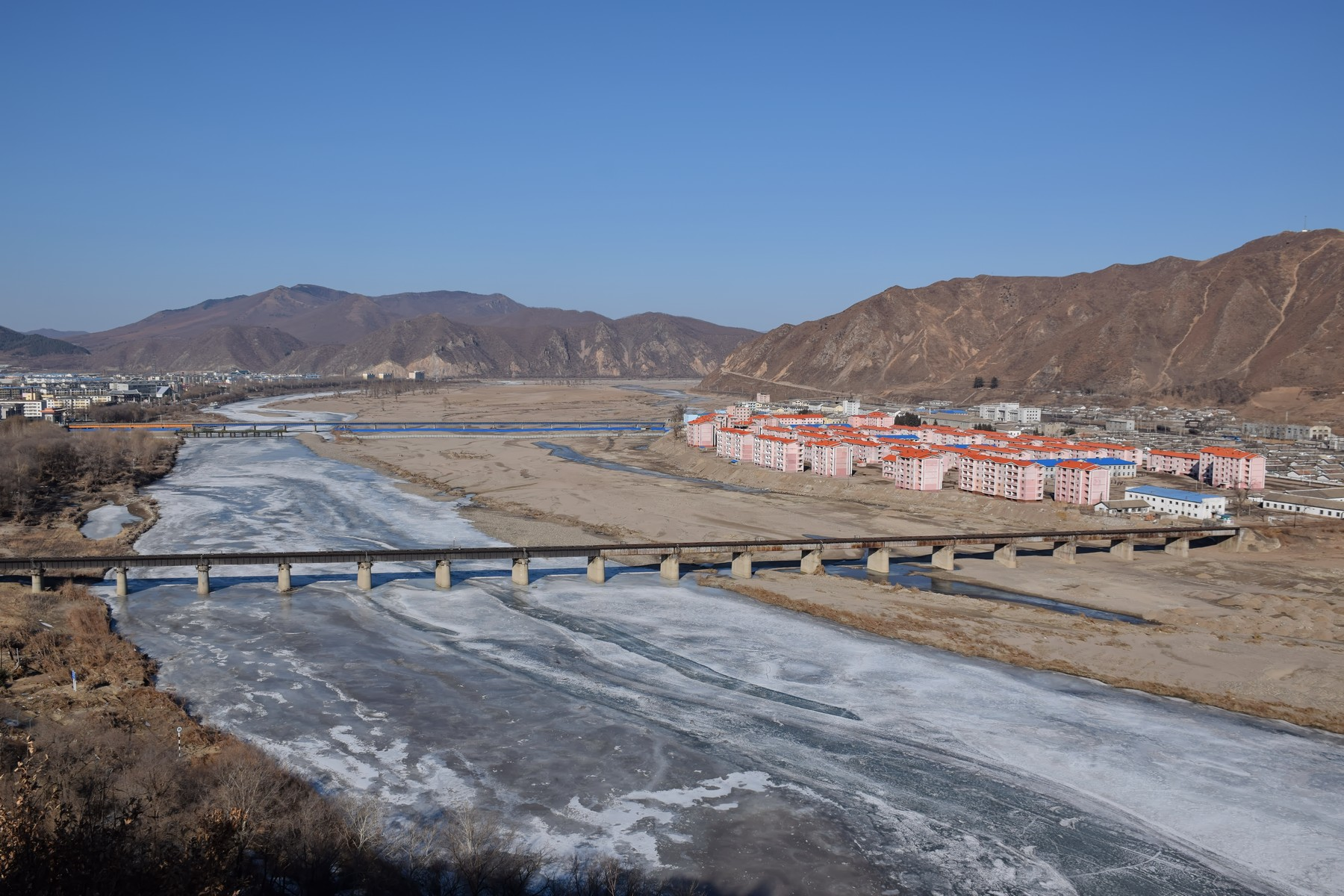
Blick auf Namyang (rechts), vorne die Eisenbahnbrücke, hinten die Straßenbrücke